# おなら (絵本)
おならは、長新太作の児童書である。この本は児童に屁とは何かを語り、また放屁はごく自然なことであることを説く。
この本ではまた、放屁を行う他の動物についても述べている。さらに屁の放つ悪臭の原因や、放屁しているように見えるが実はそうではない動物（スカンクやミイデラゴミムシなど）についても説明している。
『おなら』は最初、日本の福音館書店の月刊科学絵本『かがくのとも』1978年12月号に掲載され、1983年には『かがくのとも傑作集』の一冊として出版された。尻は常に人体の重さで押しつぶされていることに対する不満を屁という形で表現している、というのが持論の長は、かねてから『かがくのとも』で屁を扱った本を出すことを望んでいた。長は医師や獣医、動物園の飼育係に対する取材に加えて、自らの放屁音や臭気を観察する作業を一年半にわたって続け、『おなら』は完成した。後に英語、フランス語、ポルトガル語、スペイン語など複数の言語に翻訳された。

## アメリカ
アメリカでは1994年、Kane/Millerより「My Body Science」シリーズの一冊として『The Gas We Pass』の題名で出版された。1997年、ニューヨーク・タイムズは訳書『The Gas We Pass』が38万部刷られ、出版業界誌「パブリッシャーズ・ウィークリー」の児童書ベストセラーリストにも登場したと報告した。版元では『おなら』や『みんなうんち』といった作品の購入者は半数が大人の知人にこの本を贈る大人だと推定している。Publishers Weeklyは『おなら』をはじめとする「My Body Science」シリーズを毎年売れ続けている児童書として挙げ、2003年までにシリーズ全体で200万部以上が売れたと述べた。2007年、Kane/Millerは初めてToy Fairに出展し、その春の新刊書籍とともにベストセラーとなった『おなら』『みんなうんち』を展示した。

## スイス
フランス語版はジュネーブのテレディシオン社より出版されている。ロミの『おなら大全』ではこの絵本が「信じられない絵本」として取り上げられた。